# Пєсковой Максим Володимирович
Максим Володимирович Пєсковой (рос. Максим Владимирович Песковой; 7 жовтня 1995, Томськ, Росія — 17 березня 2022, Україна) — російський офіцер, старший лейтенант ЗС РФ. Герой Російської Федерації.

## Біографія
Закінчивши Томський кадетський корпус, вступив у Новосибірське вище військове командне училище (НВВКУ), навчався в одному взводі зі своїм найкращим другом Олександром Єфімовим. Після закінчення училища служив на командних посадах у військовій частині Південного військового округу, розташованій в Новочеркаську . Став командиром розвідувальної роти. Учасник російського вторгнення в Україну. Загинув у бою. 7 квітня 2022 року був похований на Бактинському цвинтарі в Томську, поруч з Героєм Радянського Союзу Геннадієм Ворошиловим.

## Нагороди
- Звання «Герой Російської Федерації» (5 квітня 2022, посмертно) — «за героїзм, мужність та відвагу, проявлені під час виконання військового обов'язку.» Медаль «Золота зірка» була вручена батькам Пєскового.

## Вшанування пам'яті
В червні 2022 року в НВВКУ був встановлений бюст Пєскового. 28 червня його ім'я було присвоєне Томському кадетському корпусу.